# Francesco Cozza (konstnär)
Francesco Cozza, född 1605 i Stilo, död 13 januari 1682 i Rom, var en italiensk målare. Som ung man bosatte han sig i Rom och blev lärling till Domenichino. Han reste också med Domenichino till Neapel. År 1650 upptogs han i Accademia di San Luca i Rom. 